# Роки Рипл (Индијана)
Роки Рипл (енгл. Rocky Ripple) град је у америчкој савезној држави Индијана.

## Демографија
По попису из 2010. године број становника је 606, што је 106 (-14,9%) становника мање него 2000. године.
| Група             | 2000.       | 2010.       |
| Белци             | 615 (86,4%) | 536 (88,4%) |
| Афроамериканци    | 66 (9,3%)   | 37 (6,1%)   |
| Азијати           | 3 (0,4%)    | 5 (0,8%)    |
| Хиспаноамериканци | 12 (1,7%)   | 15 (2,5%)   |
| Укупно            | 712         | 606         |